# Calcus
El calcus o calquíon (en grec antic: χαλκοῦς o χαλκίον) era una unitat monetària usada a l'antiga Grècia batuda normalment en coure i també en bronze. Es va començar a usar a moltes parts de Grècia a partir de l'any 400 aC. Era la fracció monetària més petita usada a Grècia, tot i que hi ha debat sobre aquest tema.
Segons Juli Pòl·lux el calcus no tenia cap subdivisió. Vuit calcus equivalien a un òbol, i 64 formaven una dracma. En altres llocs, era la sisena part d'un òbol, i equivalia a set leptons, encara que «leptó» era un mot que s'aplicava a qualsevol moneda fraccionària.
Aristòfanes, a Les assembleistes, parla de certes monedes de coure que es van desmonetitzar i van convertir-se en una moneda de plata, i sembla que aquest va ser el cas del calcus, però tot i així va mantenir el nom.